# عمر بن طاهر
عمر بن طاهر (انگلیسی: Amor Ben Tahar؛ زادهٔ ۱ ژانویهٔ ۱۹۶۹) بازیکن فوتبال اهل تونس است.
از باشگاه‌هایی که در آن بازی کرده‌است می‌توان به باشگاه فوتبال صفاقسی اشاره کرد.